# Tłuszcz
Tłuszcz è un comune urbano-rurale polacco del distretto di Wołomin, nel voivodato della Masovia.
Ricopre una superficie di 102,83 km² e nel 2004 contava 18 371 abitanti.